# Грејев валаби
Грејев валаби (Macropus greyi) је изумрла врста сисара торбара из породице кенгура и валабија (Macropodidae).

## Распрострањеност и станиште
Грејев валаби је насељавао југоисточну Јужну Аустралију и југозападну Викторију.

## Угроженост
Ова врста је изумрла, што значи да нису познати живи примерци. Врста је изумрла због лова, лисица (које су људи пренели у Аустралију из Европе) и губитка станишта.